# Neptun (Roemenië)
Neptun is een badplaats aan de Zwarte Zee. Het ligt in het zuidoosten van Roemenië, in het district Constanța.
Vergelijkbare badplaatsen zijn Olimp, Saturn, Jupiter en Venus.

## Klimaat
Neptun heeft warme zomers, tussen juni en september is er een gemiddelde van boven de 22 °C, schommelt de maximumtemperatuur rond de 30 °C en schijnt de zon 10 tot 12 uren per dag. Het zeewater is in die tijd rond de 24,5 °C. Er zijn zachte winters, met af en toe wat sneeuw. In de koudste maand januari is het gemiddelde 0 °C. Het gemiddelde voor het hele jaar is 11,2 °C. Per jaar valt er ongeveer 400 mm regen.

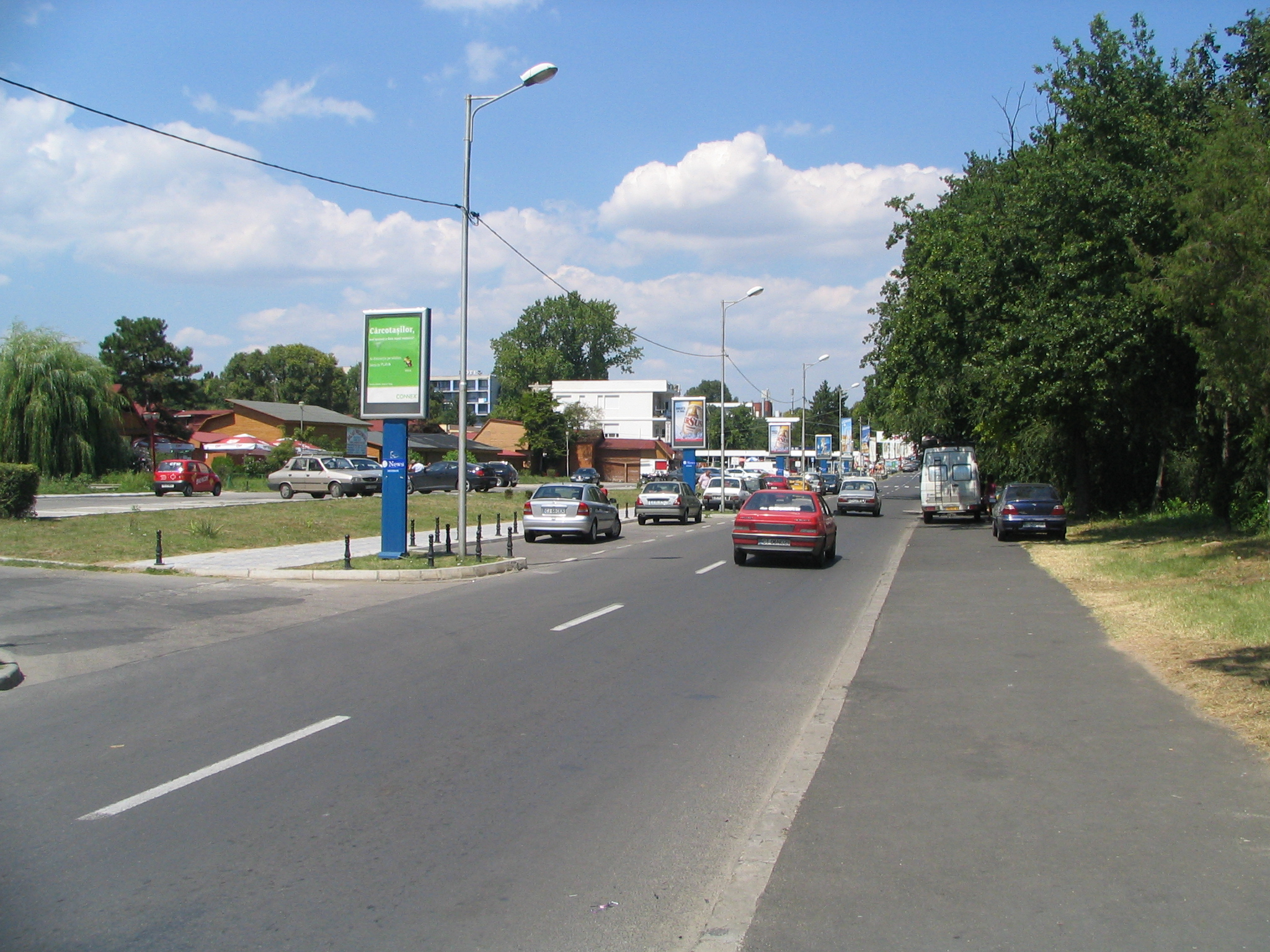
Neptun

## Ligging
De badplaats ligt aan de Zwarte Zee in het zuidwesten van Roemenië, in de regio Dobroedzja. Het ligt 6 kilometer ten noorden van de stad Mangalia, 10 kilometer ten noorden van de grens met Bulgarije, 38 kilometer ten zuiden van de stad Constanța en 280 kilometer ten oosten van de hoofdstad Boekarest. Neptun ligt naast de badplaatsen Olimp en Jupiter.